# هوراشیو (هملت)
هوراشیو (انگلیسی: Horatio) شخصیتی خیالی در نمایش‌نامه هملت اثر ویلیام شکسپیر است. هرچند که اصل و نسب و زادگاه او در نمایش‌نامه توسط ویلیام شکسپیر گفته نشده‌است اما او یکی از دوستان نزدیک شاهزاده هملت است که همراه او در دانشگاه ویتنبرگ تحصیل کرده‌است. هوراشیو به صورت مستقیم یکی از درباریان دربار دانمارک نیست و به واسطه رابطهٔ نزدیکی که با هملت دارد در دربار حضور دارد.
نخستین حضور او در نمایش‌نامه در همان پرده اول، صحنه نخست است که به همراه مارسلوس (یکی از افسران دربار) وارد صحنه‌ای واقع در میدانی در السینور می‌شود. در این صحنه که آغاز نمایش‌نامه است، برناردو (افسر دربار) و فرانسیسکو (سرباز) در حال تعویض پاس نگهبانی شب هستند. سپس پس از خروج فرانسیسکو از صحنه، برناردو و مارسلوس راجع به دیدن شبحی در این مکان صحبت می‌کنند که آن را شبح پادشاه تازه درگذشته دانمارک (پدر شاهزاده هملت) می‌پندارند که هوراشیو آن را زایده توهم و تخیل آنان می‌داند. اما این بار در حضور هوراشیو، شبح پدیدار می‌گردد و او با ترس و حیرت از شبح می‌خواهد که سخن بگوید اما شبح پادشاه بی هیچ پاسخی از صحنه بیرون می‌رود و هوراشیو آن را نشانی بر حوادث بدشگون برای آینده دانمارک در نظر می‌گیرد.
او یکی از شخصیت‌هایی است که در اکثر صحنه‌ها همراه هملت است از جمله صحنه معروف نبش قبر یوریک، صحنه تله موش و صحنه خاک‌سپاری اوفلیا. او تنها شخصیت در میان شخصیت‌های اصلی این تراژدی است که در پایان زنده می‌ماند.